# Сабаратиано
Сабаратиано, Сабараташвило (груз. საბარათიანო) — одна из административных единиц (сатавадо) феодальной Грузии, зародившимся в XV веке на территории Квемо-Картли  (ныне на границе Грузии и Армении). Основателем считается Барата Качибаидзе, который жил в первой половине XVI века и был казначеем Александра I. Сабаратиано включало территорию от Гачиани (Гардабанского эриставства) на юге Тбилиси до Лоре-Паравани. Резиденцией был Самшвилде.
Члены дома Сабаратиано заседали в различных частях этой территории и имели свои княжества. После распада Дома Бараташвили эти сатавадо стали независимыми отдельными сатавадо. Так появились Сагосташабишвило, Сагерманозишвило, Сазурабишвило, Сакавтаришвило, Саяралишвило, Саяотамишвило, Сабараташвило, Сакафланишвило и другие.
Среди них одержали победу  сыновья Каплана, и в XVII веке они заняли ведущее положение в Сомхит-Сабаратиано. Сабаратиано постепенно пало. Оно было полностью разрушено в XVIII веке.